# Musica dalla spiaggia del paradiso
Musica dalla spiaggia del paradiso (titolo originale Himmelstrand) è un romanzo horror del 2014 dello scrittore svedese John Ajvide Lindqvist.
La prima edizione italiana del romanzo è stata pubblicata nel 2015 da Marsilio Editore.

## Trama
In una mattina d'estate, un gruppo di campeggiatori si ritrova improvvisamente immerso nel nulla. Del campeggio non è rimasto niente, attorno alle auto e alle roulotte è tutto scomparso, rimane solamente una sterminata landa desolata, ricoperta di erba perfettamente tagliata. Anche il cielo ha un aspetto artificiale, completamente blu e senza sole. I cellulari non funzionano, ogni contatto con la realtà è sparito. Solamente le radio continuano a funzionare, trasmettendo ininterrottamente, da una misteriosa stazione radiofonica, musica pop svedese. Come hanno fatto le dieci persone presenti, assieme ad un cane ed un gatto, a finire in quel luogo? Ci sono state portate mentre dormivano oppure è la realtà ad essere scomparsa? I protagonisti si troveranno quindi a dover fare i conti ciascuno col proprio passato, in un luogo surreale capace di scatenare reazioni violente e irrazionali.

## Edizioni
- John Ajvide Lindqvist, Musica dalla spiaggia del paradiso, traduzione di Alessandro Bassini, Marsilio Editori, 2015,  p. 432, ISBN 978-88-317-2140-0.